# Родники (Нижнегорский район)
Родники́ (до 1948 года Айкаше́н, Айки́ш; укр. Родники, крымскотат. Ay Qış, Ай Къыш) — село в Нижнегорском районе Республики Крым, входит в состав Охотского сельского поселения (согласно административно-территориальному делению Украины — Охотского сельского совета Автономной Республики Крым).

## Население
| 2001 | 2014 |
| ---- | ---- |
| 107  | ↘71  |

Всеукраинская перепись 2001 года показала следующее распределение по носителям языка
| Язык             | Процент |
| ---------------- | ------- |
| русский          | 77.57   |
| крымскотатарский | 15.89   |
| украинский       | 5.61    |
| другие           | 0.93    |

### Динамика численности
| - 1805 год — 118 чел. - 1864 год — 17 чел. - 1889 год — 105 чел. - 1892 год — 45 чел. - 1900 год — 59 чел. - 1915 год — 5/7 чел. | - 1926 год — 67 чел. - 1939 год — 467 чел. - 1989 год — 77 чел. - 2001 год — 107 чел. - 2009 год — 103 чел. - 2014 год — 71 чел. |

## Современное состояние
На 2017 год в Родниках числится 1 улица — Свердлова; на 2009 год, по данным сельсовета, село занимало площадь 28 гектаров на которой, в 29 дворах, проживало 103 человека.

## География
Родники — село на востоке района, в степном Крыму, у границы с Советским районом, высота центра села над уровнем моря — 13 м. Ближайшие сёла: Охотское в 1 км на север и Лиственное в 3 км на запад. Расстояние до райцентра — около 16 километров (по шоссе), там же ближайшая железнодорожная станция — Нижнегорская (на линии Джанкой — Феодосия). Транспортное сообщение осуществляется по региональной автодороге 35Н-361 от шоссе «граница с Украиной — Джанкой — Феодосия — Керчь» до Изобильного на Родники (по украинской классификации — С-0-10905).

## История
Первое документальное упоминание села встречается в Камеральном Описании Крыма… 1784 года, судя по которому, в последний период Крымского ханства Айкаш входил в Кучук Карасовский кадылык Карасъбазарскаго каймаканства. После присоединения Крыма к России (8) 19 апреля 1783 года, (8) 19 февраля 1784 года, именным указом Екатерины II сенату, на территории бывшего Крымского Ханства была образована Таврическая область и деревня была приписана к Левкопольскому, а после ликвидации в 1787 году Левкопольского — к Феодосийскому уезду Таврической области. После Павловских реформ, с 1796 по 1802 год, входила в Акмечетский уезд Новороссийской губернии. По новому административному делению, после создания 8 (20) октября 1802 года Таврической губернии, Айкиш был включён в состав Урускоджинской волости Феодосийского уезда.
По Ведомости о числе селении, названиях оных, в них дворов… состоящих в Феодосийском уезде от 14 октября 1805 года , в деревне Аикяш числилось 12 дворов и 118 жителей. На военно-топографической карте генерал-майора Мухина 1817 года деревня Айкиш обозначена с 28 дворами. После реформы волостного деления 1829 года Айкиш, согласно «Ведомости о казённых волостях Таврической губернии 1829 года», отнесли к Бурюкской волости (переименованной из Урускоджинской). На карте 1836 года в деревне 178 дворов, как и на карте 1842 года. Согласно «Военно-статистическому обозрению Российской Империи» за 1849 год в селе было 523 жителя.
В 1860-х годах, после земской реформы Александра II, деревню приписали к Шейих-Монахской волости. Согласно «Списку населённых мест Таврической губернии по сведениям 1864 года», составленному по результатам VIII ревизии 1864 года, Айкиш — владельческая татарская деревня с 5 дворами, 17 жителями и мечетью при колодцах. На 1864 год селение было центром Айкишского сельского общества. На трёхверстовой карте Шуберта 1865—1876 года деревня Айкиш обозначена с 14 дворами. По «Памятной книге Таврической губернии 1889 года», по результатам Х ревизии 1887 года, вместе в двух деревнях Айкиш и Бешаран числилось 17 дворов и 105 жителей. По «…Памятной книжке Таврической губернии на 1892 год» в деревне Айкиш, входившей в Айкишское сельское общество, числилось 15 жителей в 4 домохозяйствах, а в безземельной деревне Айкиш, не входившей ни в одно сельское общество, было 30 жителей, у которых домохозяйств не числилось.
После земской реформы 1890-х годов деревню приписали к Андреевской волости. По «…Памятной книжке Таврической губернии на 1900 год» в деревне Айкиш, входившей в Айкишское сельское общество, числилось 59 жителей в 16 дворах. По Статистическому справочнику Таврической губернии. Ч.II-я. Статистический очерк, выпуск пятый Феодосийский уезд, 1915 год, на хуторе Айкиш Андреевской волости Феодосийского уезда числилось 2 двора с русским населением в количестве 5 человек приписных жителей и 7 — «посторонних», из которых 6 мужчин и 6 женщин. При хуторе числилось 2 десятины удобной земли. В хозяйствах имелось 5 лошадей, 2 вола, 3 коровы и 5 голов свиней, овец или коз.
После установления в Крыму Советской власти, по постановлению Крымревкома № 206 «Об изменении административных границ» от 8 января 1921 года была упразднена волостная система и село вошло в состав Ичкинского района Феодосийского уезда, а в 1922 году уезды получили название округов. 11 октября 1923 года, согласно постановлению ВЦИК, в административное деление Крымской АССР были внесены изменения, в результате которых округа были отменены, Ичкинский район упразднили, включив в состав Феодосийского в состав которого включили и село. Согласно Списку населённых пунктов Крымской АССР по Всесоюзной переписи 17 декабря 1926 года, в селе Айкиш, Аликеченского сельсовета (в котором село состоит всю дальнейшую историю) Феодосийского района, числилось 13 дворов, все крестьянские, население составляло 67 человек, все русские. Постановлением ВЦИК «О реорганизации сети районов Крымской АССР» от 30 октября 1930 года был создан Сейтлерский район (по другим сведениям 15 сентября 1931 года) и село передали в его состав. По данным всесоюзной переписи населения 1939 года в селе проживало 467 человек.
После освобождения Крыма от фашистов, 12 августа 1944 года было принято постановление № ГОКО-6372с 12 августа 1944 года было принято постановление № ГОКО-6372с «О переселении колхозников в районы Крыма» и в сентябре 1944 года в район приехали первые новоселы (320 семей) из Тамбовской области, а в начале 1950-х годов последовала вторая волна переселенцев из различных областей Украины. С 25 июня 1946 года Айкиш в составе Крымской области РСФСР. Указом Президиума Верховного Совета РСФСР от 18 мая 1948 года, Айкиш (вариант Айкашен) переименовали в Родники. 26 апреля 1954 года Крымская область была передана из состава РСФСР в состав УССР. По данным переписи 1989 года в селе проживало 77 человек. С 12 февраля 1991 года село в восстановленной Крымской АССР, 26 февраля 1992 года переименованной в Автономную Республику Крым. С 21 марта 2014 года — в составе Республики Крым России.